# Wilson Portal
Wilson Portal es una montaña costera antártica de alrededor de 1.000 m s. n. m. cubierta de nieve excepto en su cara norte. Su estribación desciende por el nordeste desde sus accidentes geográficos. Se extiende 4,6 km al sudeste de la cima O'Leary y sobresale por la zona oeste de la boca del glaciar Kosco, el cual está orientado hacia la Barrera de hielo de Ross.
Fue descubierta y fotografiada por el USAS (1939.41) y cartografiado por A. P. Crary , el cual le puso su nomenclatura por Charles R. Wilson, quien fuera jefe científico del Little America V en 1958 y glaciólogo del U.S. Victoria Land Transverse Party entre 1958 y 1959.